# Sergej Fjodorov
Sergej Viktorovitsj Fjodorov (Russisch: Серге́й Викторович Фёдоров) (Pskov, 13 december 1969) is een Sovjet-Russisch ijshockeyer.
Fjodorov won tijdens de Olympische Winterspelen in 1998 de zilveren medaille en in 2002 de bronzen medaille met de Russische ploeg.
Fjodorov werd tweemaal wereldkampioen. Fedorov won met Detroit Red Wings de Stanley Cup driemaal.
- Library of Congress Control Number: n98083103
- Virtual International Authority File: 28851470
- WorldCat: E39PBJycTcDHHGjdgbWXFTgMyd